# Halle Open 1994
L'Halle Open 1994 è stato un torneo di tennis giocato sull'erba.
È stata la 2ª edizione dell'Halle Open, che faceva parte della categoria ATP World Series nell'ambito dell'ATP Tour 1994.
Si è giocato al Gerry Weber Stadion di Halle in Germania, dal 13 al 20 giugno 1994.

## Campioni

### Singolare
Michael Stich ha battuto in finale  Magnus Larsson con il punteggio di 6–4, 4–6, 6–3

### Doppio
Olivier Delaître /  Guy Forget hanno battuto in finale  Henri Leconte /  Gary Muller con il punteggio di 6–4, 6–7, 6–4